# Popiołki (powiat kolneński)
Popiołki – wieś w Polsce położona w województwie podlaskim, w powiecie kolneńskim, w gminie Turośl. Leży nad Pisą.
| SIMC    | Nazwa | Rodzaj    |
| ------- | ----- | --------- |
| 0409373 | Jurki | część wsi |

Wierni kościoła rzymskokatolickiego należą do parafii Parafia św. Jana Chrzciciela w Turośli.

## Historia
W latach 1795–1807 miejscowość  należała do Prus Nowowschodnich  (prowincji państwa pruskiego). w 1800 r. pod Popiołkami wykopano kanał, który połączył jeziora Pogubie Wielkie, Pogubie Małe, jezioro Piskorzewskie, Młyński Staw pod Wądołkiem oraz jezioro Łacha z rzeką Pisą. Kanał służył nowo wybudowanej hucie żelaza w Wądołku.
W latach 1921–1939 wieś leżała w województwie białostockim, w powiecie kolneńskim (od 1932 w powiecie ostrołęckim), w gminie Turośl. 1 kwietnia 1939 r. miejscowość wraz z całym powiatem ostrołęckim została włączona do obszaru województwa warszawskiego.
Według Powszechnego Spisu Ludności z 1921 roku wieś zamieszkiwało 205 osób, 204 było wyznania rzymskokatolickiego a 1 greckokatolickiego. Jednocześnie 204 mieszkańców zadeklarowało polską przynależność narodową a 1 inną. Było tu 36 budynków mieszkalnych. Miejscowość należała do parafii rzymskokatolickiej w m. Turośli. Podlegała pod Sąd Grodzki w Kolnie i Okręgowy w Łomży; właściwy urząd pocztowy mieścił się w m. Turośl, a urząd z dostępem do telefonu w m. Kolno.
W wyniku agresji Niemiec we wrześniu 1939, miejscowość znalazła się pod okupacją i do stycznia 1945 była przyłączona do III Rzeszy – znalazła się w strukturach Landkreis Scharfenwiese (ostrołęcki) w rejencji ciechanowskiej (Regierungsbezirk Zichenau) Prus Wschodnich.
W latach 40 XX w. przez wieś przechodziła, nieistniejąca obecnie, linia kolejowa Turośl-Dłutowo. Zaprojektowały ją Kompanie Kolei Polowych (niem. Feldbahn-Kompanie). Linia służyła do transportu materiałów wojskowych.
W latach 1975–1998 miejscowość należała administracyjnie do województwa łomżyńskiego.

## Ciekawe miejsca

### Młyn wodny nad Rybnicą
Budynek młyna pochodzi z lat 30. XX w. Ma dwie kondygnacje w konstrukcji drewnianej. Zbudował go Ludwik Radacz. Początkowo młyn napędzany był turbiną wodną, później silnikiem spalinowym następnie w latach 60. XX w. silnik spalinowy zastąpiono silnikiem elektrycznym. Po II wojnie światowej młyn funkcjonował pod zarządem PZZ. W 1979 r. budynek wrócił do rąk rodziny Ludwika Radacza. Od 1995 r. właścicielką jest jego wnuczka.